# Primul Război Sino-Japonez
Primul Război Sino-Japonez (1 august 1894 – 17 aprilie 1895) a avut loc între Dinastia Qing al Chinei și Japonia perioadei Meiji, în primul rând pentru controlul asupra Coreei. După mai mult de șase luni de luptă continuă și succese ale armatei și marinei Japoneze și pierderea portului chinezesc Weihaiwei, în februarie 1895 conducerea dinastiei Qing a cerut încheierea păcii.
Războiul a fost o indicație clară a eșecului încercărilor dinastiei Qing de a moderniza armata și să combată amenințările la adresa suveranității sale, în special în comparație cu succesul Japoniei în perioada de după Restaurația Meiji. Pentru prima dată în peste 2.000 de ani, dominația regională în Asia de Est s-a mutat din China în Japonia și de prestigiul dinastiei Qing, împreună cu tradiția clasică în China au suferit o lovitură majoră. Pierderea umilitoare a Coreei ca stat vasal a declanșat un protest public fără precedent. În China înfrângerea a fost un catalizator pentru o serie de revoluții și schimbări politice conduse de Sun Iat-sen și Kang Youwei. Aceste tendințe se vor manifesta mai târziu în Revoluția Xinhai (1911).

## Context

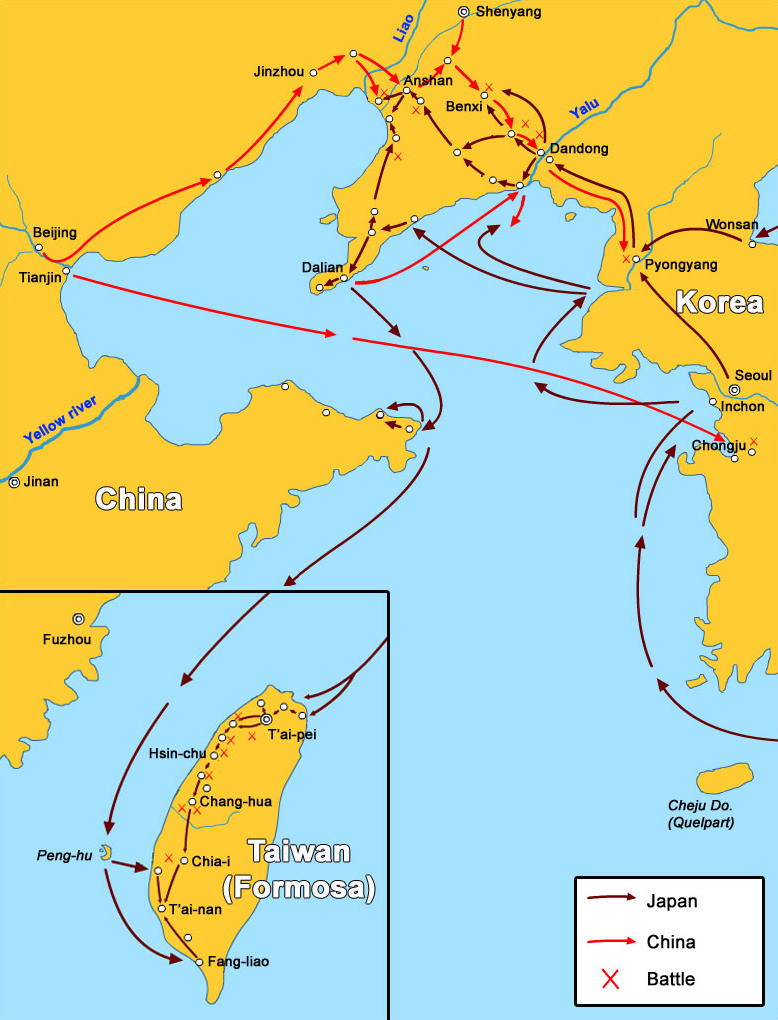
Primul Război Chino-Japonez, bătăliile principale şi mişcările principale ale trupelor

După două secole, politica japoneză de izolare sub conducerea șogunilor  din perioada Edo a ajuns la sfârșit atunci când țara a fost forțată să se  deschidă comerțului în urma intervenției americane din 1854. Anii de după Restaurarea Meiji din 1868 și prăbușirea Șogunatului a transformat Japonia dintr-o societate feudală într-un stat industrial modern. Japonezii au trimis delegații și studenți din întreaga lume, în scopul de a învăța și a asimila artele și științele occidentale, nu numai pentru a evita ca Japonia să intre sub dominație străină, dar și pentru a permite Japoniei să concureze cu șanse egale cu puterile occidentale.

## Conflictul sino-japonez asupra Coreei
Ca putere emergentă, Japonia și-a îndreptat atenția spre Coreea. În scopul de a-și proteja propriile interese și din motive de securitate, Japonia a vrut să anexeze Coreea înainte ca aceasta să fie preluată de o altă putere, sau cel puțin să asigure independența efectivă a Coreei prin dezvoltarea resurselor și reformarea administrației sale. Cum a subliniat consilierul prusac maior Klemens Meckel despre armata japoneză, Coreea era „un pumnal îndreptat spre inima Japoniei”. Japonia simțea că prezența unei alte puteri militare în peninsula coreeană ar fi fost în detrimentul securității naționale japoneze și astfel Japonia a decis să pună capăt suzeranității chineze vechi de secole asupra Coreei. În plus, Japonia și-a dat seama că a avea acces la cărbunele și la zăcămintele de minereu de fier ale Coreei ar putea constitui o bază pentru creșterea industrială a Japoniei.
La 27 februarie 1876, după anumite incidente și confruntări care implicau izolaționiștii coreeni și japonezi, Japonia a impus Tratatul de la Ganghwa privind Coreea, tratat prin care a obligat deschiderea Coreei pentru schimburile comerciale cu Japonia și cu alte țări și a permis independența Coreei față de China în ceea ce privește relațiile sale externe.
Coreea a fost în mod tradițional un stat tributar și a continuat să se afle sub influența dinastiei Qing din China, care a exercitat o mare influență asupra funcționarilor conservatori coreeni adunați în jurul familiei regale a dinastiei Joseon. Concluziile în Coreea erau împărțite; conservatorii au vrut să păstreze relația subordonată tradițională cu China, în timp ce reformiștii au vrut să stabilească legături mai strânse cu Japonia și țările occidentale. După Primul Război al Opiului din 1839 și cel de-al doilea din 1856, purtate împotriva Imperiului Britanic, dar și după Războiul Sino-Francez, China a slăbit mult și s-a găsit în imposibilitatea de a rezista intervenției politice și invaziei teritoriale de către puterile occidentale (a se vedea tratatele inegale). Japonia a văzut acest lucru ca o oportunitate de a înlocui influența chineză în Coreea, cu propria ei influență.

## Criza din 1882
În 1882 peninsula Coreeană a cunoscut o secetă severă, care a condus la penurie de alimente, cauzând greutăți și discordie în rândul populației. Coreea a fost în pragul falimentului, guvernul nu a fost în măsură să își plătească datoriile, în special pentru armată. Erau profunde resentimente printre soldații din armata coreeană, care nu fuseseră plătiți de luni de zile. Pe 23 iulie în Seul a izbucnit o revoltă militară, trupele, asistate de populație, au prădat depozitele de cereale de orez de acolo. În dimineața următoare au fost atacate palatul regal și cazărmile. Mulțimea s-a îndreptat apoi spre reprezentanța diplomatică japoneză. Personalul reprezentanței diplomatice japoneze a reușit să scape la Chemulpo (azi Incheon) și Nagasaki, apoi prin intermediul navei de supraveghere britanice Flying Fish.
Ca răspuns, japonezii au trimis patru nave de război și un batalion de trupe la Seul pentru a proteja interesele japoneze, și au cerut compensații. China a desfășurat și ea un număr de 4.500 de militari pentru a contracara trupele japoneze. Tensiunile s-au diminuat însă, odată cu Tratatul de la Chemulpo, care a fost semnat în seara zilei de 30 august 1882. Acordul a precizat că conspiratorii implicați trebuie pedepsiți și familiilor japonezilor uciși li se vor plăti 50.000 de yeni. Guvernul japonez va primi, de asemenea, 500.000 de yeni, cu scuze oficiale și permisiunea de a construi cazărmi pentru trupe și dreptul de staționare a legației diplomatice în Seul.

## Lovitura de stat Gapsin
În 1884, un grup de reformatori pro-japonezi au răsturnat guvernul coreean conservator pro-chinez printr-o lovitură de stat sângeroasă. Cu toate acestea, facțiunea pro-chineză, cu asistență din partea trupelor chineze sub conducerea generalului Yuan Shikai a reușit să recapete controlul printr-o la fel de sângeroasă contra-lovitură. Aceste conflicte armate au dus nu numai la moartea unui număr de reformatori, dar, de asemenea, la incendierea misiunii diplomatice japoneze și moartea mai multor gardieni și a cetățenilor implicați. Acest lucru a cauzat un incident între Japonia și China, dar în cele din urmă a fost stabilită prin Convenția sino-japoneză de la Tientsin din 1885, în care cele două părți au convenit:
- (a) extragerea simultană a forțelor expediționare din Coreea;
- (b) să nu trimită instructori militari pentru instrucția armatei coreene; și
- (c) să notifice cealaltă parte în prealabil dacă decide să trimită trupe în Coreea.

Cu toate acestea, japonezii au fost frustrați de încercările repetate ale chinezilor de a le submina influența lor în Coreea.